# سفارة البحرين لدى باكستان
سفارة البحرين لدى باكستان هي البعثة الدبلوماسية لمملكة البحرين لدى جمهورية باكستان الإسلامية، وتقع بالعاصمة إسلام آباد.